# 切萨雷·斯泰尔比尼

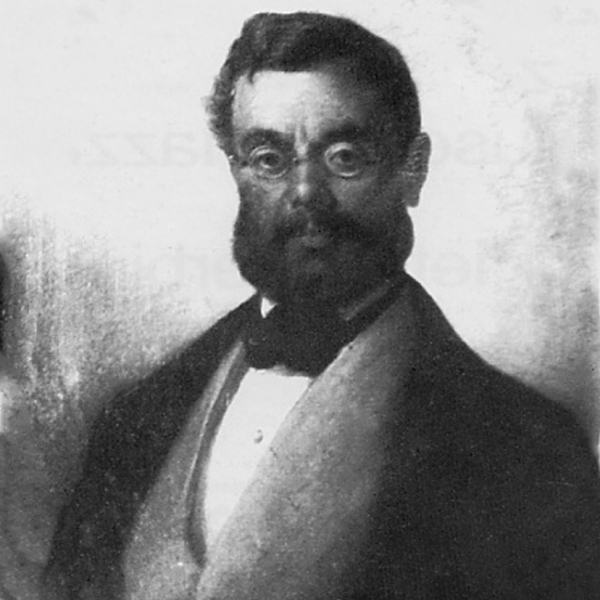
切萨雷·斯泰尔比尼

切萨雷·斯泰尔比尼（1784年 - 1831年1月19日）是一位意大利歌劇剧本作家。他與焦阿基诺·罗西尼合作將博馬舍的塞維利亞的理髮師改編成歌劇。